# Luis Fernández
Luis Fernández (* 2. říjen 1959, Tarifa) je bývalý francouzský fotbalista narozený ve Španělsku. Hrával na pozici obránce či záložníka. S francouzskou reprezentací vyhrál roku 1984 mistrovství Evropy, získal bronzovou medaili na mistrovství světa roku 1986 a zúčastnil se i Eura 1992. Celkem za národní tým odehrál 60 utkání, v nichž vstřelil 6 branek. S Paris Saint-Germain vyhrál jednou francouzskou ligu (1986) a dvakrát francouzský pohár (1982, 1983). Roku 1985 byl vyhlášen nejlepším fotbalistou Francie. Po skončení hráčské kariéry se stal úspěšným trenérem, s Paris Saint-Germain vyhrál Pohár vítězů pohárů (1996).